# Hentzia squamata
Hentzia squamata är en spindelart som först beskrevs av Alexander Petrunkevitch 1930.  Hentzia squamata ingår i släktet Hentzia och familjen hoppspindlar. Inga underarter finns listade i Catalogue of Life.